# Eunidia obliquealbovittatoides
Eunidia obliquealbovittatoides là một loài bọ cánh cứng trong họ Cerambycidae.